# Geschichte der zivilen Luftfahrt in China bis 1949
Zivile Luftfahrt in China beschreibt den Flugbetrieb im Lande vor 1949. Landeplätze mussten vielfach von den Fluggesellschaften in Eigenregie erst gebaut werden. Die im Tal des Jangtsekiang liegenden Großstädte flog man oft mit Wasserflugzeugen an. Vor 1937 bestanden drei Fluggesellschaften, deren Gesamtstreckennetz 1937 rund 14.000 km umfasste. Trotz hoher Preise waren sie kaum profitabel. Die Kontrolle und Konzessionierung erfolgte durch ein Direktorat im Eisenbahnministerium, das eng mit dem KMT-Verkehrsministerium („Ministry of Communications“) verbunden war. Der Transport von Fracht und Post hatte prinzipiell Vorrang. Ein Mangel an meteorologischen Stationen und die zahlreichen gefährlichen Militärzonen machten den Flugbetrieb unsicher. Das fliegende Personal bestand vor 1938 ausschließlich aus Ausländern.
| Die Romanisierung von Ort- und Personennamen folgt durchgängig der zur damaligen Zeit üblichen. |

## Staatlicher Flugbetrieb

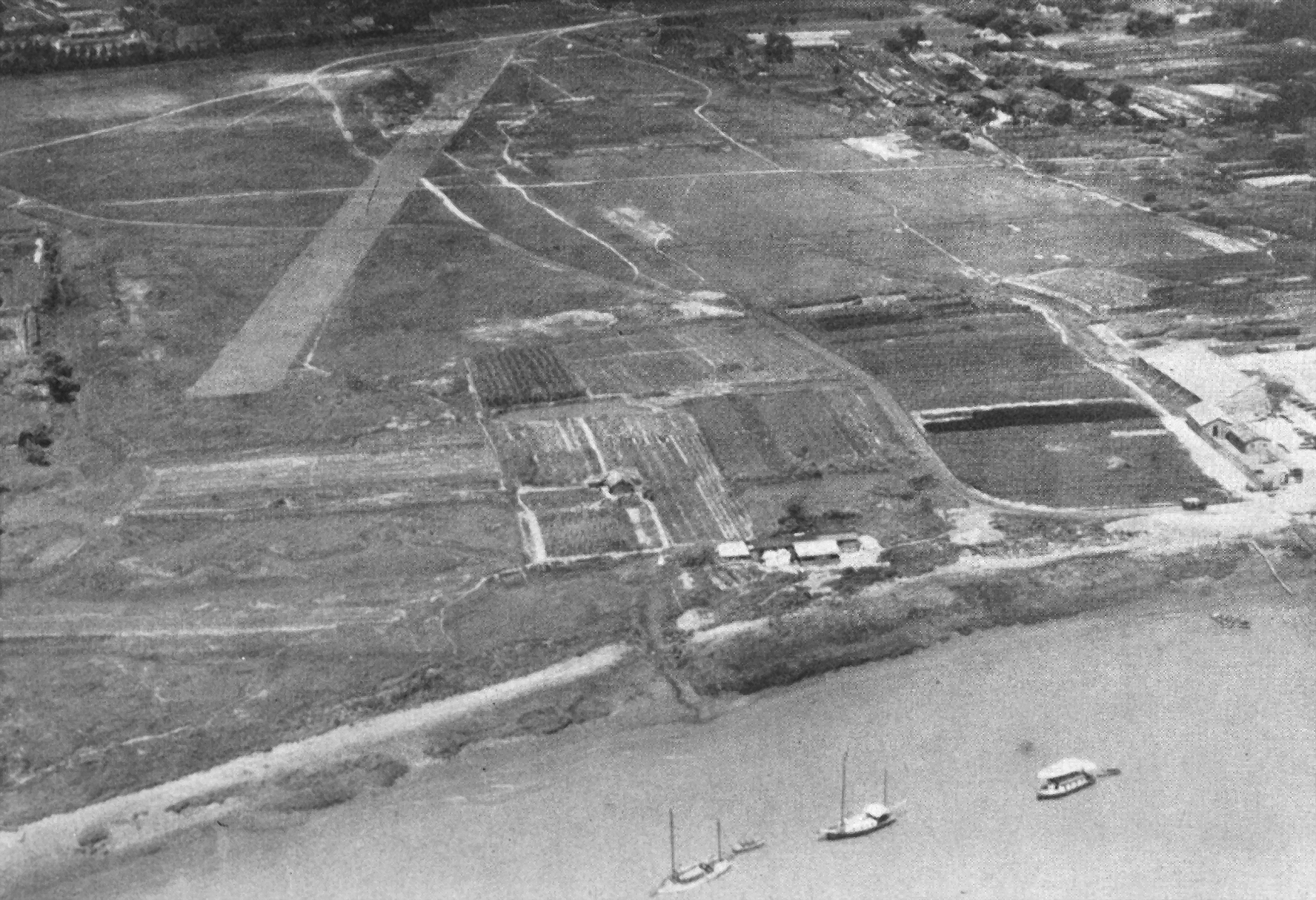
Der erste Shanghaier Flughafen im Stadtteil Long-hwa (heute Xúhuì qū) erbaut und betrieben von der China National Aviation Corporation (ca. 1931).

Streckennetz 1934/5

Die Auseinandersetzungen ab 1937 schränkten den chinesischen Flugbetrieb auf die nicht unter japanischer Verwaltung stehenden Gebiete ein.

Ein erster Versuch zivile Luftfahrt in staatlicherseits einzurichten begann 1919 mit der Bestellung von sechs Passagierflugzeugen bei Handley Page Aircraft Company. Es folgten  bald darauf Aufträge für 65 Maschinen von Avro und an Vickers-Vimy für je vierzig Passagier- und vierzig Ausbildungsmaschinen. Sofern diese Flugzeuge China überhaupt erreichten, wurden sie von den Warlords zu militärischen Zwecken eingesetzt, die Einrichtung zivilen Luftverkehrs erfolgte nicht. Rechnungen über ₤ 3½ Mio. blieben unbezahlt.
Lediglich zwischen Peking und Peitaiho (bei Tientsin) bzw. Tsinan konnte 1924-6 ein Passagier- und Luftpostdienst eingerichtet werden. Nachdem das KMT-Regime nach den Massakern des Nordfeldzugs vorübergehend einen wesentlichen Teil der Städte des Landes auch nördlich des Jangtsekiang unter ihre Kontrolle bringen konnte, begann man einen zivilen staatlichen Flugdienst einzurichten. Geplant war es zunächst die Strecke Shanghai -- Chengdu zu bedienen. Diese vom Verkehrsministerium, als Chinese Air Company betriebene Linie reichte nie über Nanking hinaus.
Staatlich geförderte Pilotenschulen, zugleich für Militärflieger, gab es in Kanton, gegr. 1914 von Lym Fukyen (林福元; = Lin Fu-yuan), in Nanyuan, gegr. 1913, sowie in den 1930ern in Hangzhou. Das erste chinesische Flugzeug wurde 1928 unter Leitung des Direktors am Shanghaier Flughafen gebaut. Dort wurde auch 1935 die erste zivile Pilotenausbildungsstätte eingerichtet.

### China National Aviation Corporation

CNAC-Logo 1929–49

Die in amerikanischem Besitz der Firma Curtiss-Wright befindliche China Air, die dem Lauf des Jangtsekiang folgend zwischen Shanghai und Hangkow (heute Teil Wuhans) im staatlichen Auftrag flog. Nach mehreren Unfällen und Streit mit der KMT-Regierung, verkaufte man die Aktien an Pan Am. Sun K'e (孫科) wurde Ende 1929 der erste Präsidenten der neuen China National Aviation Corporation (中國航空公司; CNAC). Den Flug- und Postbetrieb nahm man offiziell am 26. Oktober 1929 mit einer Loening Air Yacht auf. Dabei hielt, bei einem Aktienkapital von ch.$ 10 Mio., das KMT-Regime 55 % der Anteile, PanAm den Rest. Das Tagesgeschäft führte nach der Reorganisation, die nötig wurde, nachdem der oberste Gerichtshof 1930 Kompetenzstreitigkeiten zwischen dem Verkehrs- und Eisenbahnministerium zu Gunsten des ersteren entschieden hatte, im Juni 1931 Wang Hsi-chang (王銹昌). Vorstandschef war 1934 Huang Kiang-chuan, technischer Direktor Dai Enki. Der Flugbetrieb wurde mit knapp ch$ 0,30 pro Meile subventioniert. Nach Beginn des China-Zwischenfalls verlor die Nationalregierung nach August 1937 die Kontrolle über meisten Seehäfen. Der Firmensitz des Unternehmens wurde nach Shanghai in die internationale Niederlassung verlegt. Die Verwaltung wurde kriegsbedingt bis 1946 nach Indien ausgelagert. Während dieser Zeit wurde der Transport von Waffen und Munition wichtig.
Ein Großteil des Personals am seit 1946 wieder in Shanghai befindlichen Hauptsitz erklärte am 9. November 1949 seine Loyalität gegenüber der Regierung des befreiten Chinas. Zwölf in Hongkong befindliche Maschinen der Gesellschaft wurden daraufhin überführt. Einige der Maschinen in Hongkong wurden von der CIA-Tarnorganisation Civil Air Transport gekapert und dem KMT-Regime ausgeliefert.
Der gesamte Flugbetrieb wurde von der neugegründeten CAAC übernommen, die, nachdem sie nach 1954 nicht mehr unter Kontrolle der Militärkommission stand, den zivilen Luftverkehr ausbauen konnte.

#### Streckennetz
Das Streckennetz von China Air wurde Juli 1931 mit der staatlichen  China National Aviation Corporation (中國航空公司; CNAC) vereinigt.
- Shanghai -- Hankow, eröffnet 1929 (1935 täglich außer Montag, ⌀ 350 Passagiere monatlich, ch$ 150 einfach)
- Hankow -- Chungking -- Chengtu, ab 1. Apr. 1931, anfangs nur bis Ichang (1935: 2× wöchentlich)
- Shanghai -- Tsingtao -- Tientsin -- Peking, ab Jan. 1933 (1935: 3× wöchentlich; im Sommer $ 180 einfach $ 300 retour)
- Shanghai -- Kanton, Okt. 1933, mit drei Zwischenlandungen (ab 1935: 2× wöchentlich mit Douglas-Dolphin-Wasserflugzeugen)
- Chungking -- Yünnan-fu, ab März 1935[3]

Im Sommer 1935 bediente man ein Streckennetz von etwa 4900 km. Eine geplante Strecke von Chengtu über Kangting noch Lhasa wurde nie eröffnet.
Nach Verlegung des KMT-Regierungssitzes nach Chungking flog man mit diesem Ort als Drehkreuz international nach Hanoi (bis Sommer 1940), Hongkong über Kweilin, Rangoon über Lashio und im verbliebenen KMT-Machtbereich nach Chengtu sowie mit Wasserflugzeugen nach Kiating.

#### Fluggerät
Die CNAC verfügte im Januar 1937 über 3 Douglas DC-2 (14-Sitzer), 2 Douglas Dolphin (Wasserflugzeug), eine Ford AT-5-D Trimotor (geliefert 1935, kollidierte mit einem Berg 20. Jan. 1941), 4 Loening-Wasserflugzeuge und 5 Stinson S.R. Für Fracht erwarb man 1939 3 Vultee V-1A. Als Verbündeter der USA erhielt man ab 1942 mehrere Douglas C-47 und deren Variante Douglas C-53. Ein Sikorsky S-43W Wasserflugzeug stürzte am 8. Aug. 1937 in die Bias Bay (大亞灣), von elf Passagieren überlebten acht.

## Private Fluggesellschaften
Strenggenommen müsste man diese Betriebe als halbstaatlich bezeichnen, da Regierungsstellen am Kapital beteiligt waren.

### Eurasia Aviation Corporation
Siehe Hauptartikel: Eurasia Corporation
Die Eurasia Aviation Corporation (歐亞航空公司) war ein deutsch-chinesisches Gemeinschaftsunternehmen mit Hauptsitz in der Jinkee Rd. 97, Shanghai. Hervorgegangen ist sie aus den Bemühungen der Luft Hansa über die Sowjetunion einen regelmäßigen Luftpostdienst durchzuführen, was anfangs durch die Gesellschaft Deruluft erfolgte. Der Prokurist Wilhelm Schmidt hatte seit 1927 in Shanghai Verhandlungen geführt.
Offiziell gegründet wurde die mit ch$ 3 Mio. kapitalisierte Gesellschaft am 1. Februar 1931. Das national-chinesische Verkehrsministerium hielt zwei Drittel der Anteile. Hongkong war ab Juni 1937 eine wichtige Basis für internationale Anschlussverbindungen. Generaldirektor wurde Wei Yi-fu, zu einem weiteren Direktor ernannte man den wohlhabenden shanghaier Geschäftsmann Tong Pao-shu (* 1891), der in Berlin studierte, dort bei der Deutsch-Asiatischen Bank arbeitete und 1921 nach China zurückkehrte. Seit Februar 1935 war er auch Verkehrsminister.
Wilhelm Schmidt leitete den Betrieb als technischer Direktor. Die Piloten kamen aus Deutschland. Im Gegensatz zur CNAC erhielt man keine Subventionen, abgesehen von den Einnahmen aus dem Luftpostdienst. Hohe Beamte musste man gratis befördern. Im Geschäftsjahr 1933 transportierte man 813 Fluggäste über 399.000 Passagierkilometer. Mit sechs neuen Maschinen (Junkers W 33 und W 34) folgte rapide Expansion, so dass man alleine im Monat Mai 1934 161 Fluggäste über 70.000 km beförderte.
Aufgrund der Zeitumstände wurde Ende 1937 der Geschäftssitz nach Siân verlegt. Der auf zehn Jahre angelegte Gesellschaftervertrag wurde nach 1940 immer nur jahresweise verlängert. Das Unternehmen, das seit Juli 1939 keine Ersatzteile mehr erhalten hatte, bestand bis Juni 1943. De facto war man seit Juli 1941 bankrott und arbeitete nur noch im staatlichen Auftrag, nachdem alle Deutschen im September das Land verlassen hatten. Bis 1940 wurden fünf chinesische Pilotenteams ausgebildet, das erste tat seit 1938 Dienst.

#### Streckennetz
Der im Mai 1931 begonnenen Luftpost- und Passagierdienst Berlin – Shanghai (6 Tage über Sibirien) musste nach dem Mukden-Zwischenfall (Sept. 1931) bald wieder aufgegeben werden, nachdem schon im Juli eine Ju 33, die den Abschnitt Peking-Manchouli (满洲里) bediente, durch Gewehrbeschuß zur Landung gezwungen worden war. Stattdessen schuf man einen internationalen Anschluss nach Berlin über Indochina, Indien, Bagdad und Griechenland (reine Flugzeit 53 Stunden, 14000 km). Die Strecke Peking – Kanton, bis zur Einführung der Ju 52 mit einer Übernachtung, kostete 1934 ch$ 330.
Strecken zum 30. Sept. 1937:
- Shanghai – Nanking – Chengchow.
- Von Chengchow (鄭州市)
  - a) nach Norden: Peking (ch$ 70),
  - b) nach Westen: Sian – Langchow,
  - c) nach Süden: Hangkow – Changsha – Kanton – Hongkong (vorübergehend eingestellt Ende 1935).
- Von Peking nach Westen: Suiyuan (綏遠) – Ningsia (宁夏, seit Juni 1934; dieser Abschnitt ch$ 180) – Langchow (兰州市) – Sian.
- Von Sian
  - nach Südwesten über Hanchung (漢中) – Chengtu nach Kunming,
  - nach Südosten über Chengchow – Hangkow – Changsha nach Kanton.

Zum Jahresende 1937 blieben nur noch die Strecken von Sian übrig, wobei Kanton und Chengchow als Landeplätze ausfielen.
Von Langchow verlängerte man die Route nach Urumchi und zur russischen Grenze nach Tacheng (塔城), diese wurde in Folge der Kämpfe um die Islamische Republik Ostturkestan 1933-4 wieder eingestellt. Auf seinem Höhepunkt 1939 erreichte das bediente inländische Streckennetz wieder 7660 km Länge. Die Strecke Sian – Chengtu – Yünnan-fu führte bis Sommer 1940 weiter nach Hanoi. Nach der französischen Kapitulation durfte die Strecke, nur mit deutschen Besatzungen, ab September wieder bedient werden.
Im Sommer 1939 richtete man die Strecke von Chungking nach Hami ein. Von dort besorgte bis 1941 die Hamiata mit geleasten Eurasia-Maschinen den Anschluss nach Alma Ata.

#### Fluggerät
Bereits im ersten Betriebsjahr gingen drei Maschinen verloren, diese wurden schnell ersetzt. Carl August von Gablenz flog im September 1934 die erste Ju 52 nach China. Ab 1936 wurden etwa drei Viertel der Passagierkilometer in Flugzeugen dieses Modells durchgeführt.
An Flugzeugen verfügte man Anfang 1938 über: 1 Junkers F 13 (2 Piloten, 4 Passagiere), je 2 daraus entwickelte Junkers W 33 und W 34 sowie 4 Ju 52 (16 Passagiere).
Während des Bestehens 1931–1943 wurden insgesamt 25 Maschinen eingesetzt.

### South-Western Aviation
Die Firma hatte ihren Hauptsitz in der Man Fuk Rd 226, Kanton. Die Regierung der Provinz Kwangtung war am Kapital beteiligt.
Die Strecken wurden normalerweise zwei Mal wöchentlich bedient. Kanton -- Lungchow (龍州) wurde bis Sommer 1940 nach Hanoi weitergeführt.
Die Flotte bestand Anfang 1938 aus 5 Stinson Reliant bzw. RS-5 und einer Curtiss.

### Hui T'ung Aviation / China Aviation

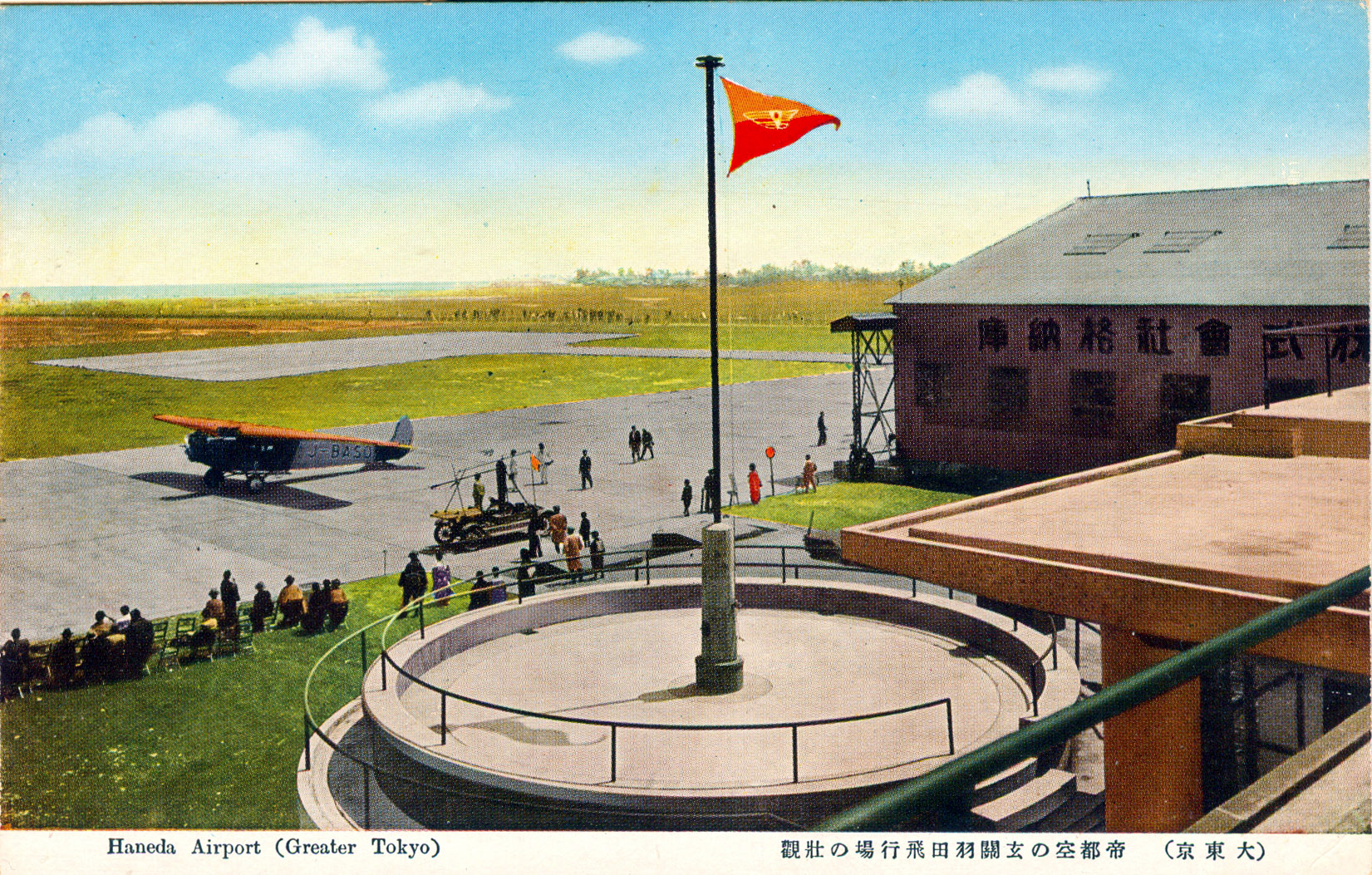
Fokker Super Universalis auf dem Flugfeld Haneda (1937)

Die Hui T'ung Aviation Co. wurde, mit General Chang Yüh-yung als Direktor, am 23. Oktober/14. Nov. 1936 in Tientsin gegründet. Sie stand unter Kontrolle der pekinger republikanischen Regierung, dem Autonomen Militärrat von Ost-Hopei, die sich auch zur Hälfte am Kapital beteiligte. Die andere Hälfte übernahm die Südmandschurische Eisenbahn.
Bei Aufnahme des Flugbetriebs bediente die eine vorhandene Fokker F.VIII-3m die Strecke Tientsin – Dairen. Sechs von Nakajima Hikōki unter Lizenz gebaute Fokker Super Universalis flogen vom neugebauten Tientsiner Flughafen über Peking die Routen nach Chingho über Shanhaikuan bzw. Kalgan und weiter nach Changpei. Zwei de Havilland DH.80 Puss Moth flogen in die Provinz Jehol nach Chengteh.
Die im Februar 1937 gelieferte  Nakajima AT-2 nutzte man für Rundflüge. Im selben Jahr erwarb man vier weitere Maschinen dieses Typs, dazu fünf 6-sitzige. Zum 1. Juni konnte daraufhin der (probeweise) Betrieb nach Tokio über Darien und Seoul aufgenommen werden. Bald nach Beginn des China-Zwischenfalls wurde die Gesellschaft am 10. Dezember 1938 zur China Aviation Co. (China Air Transport Co.) umgeformt. Firmensitz war nun Peking, Chef wurde der bisherige Vizepräsident Kudama Tsuneo. Die Anteile lagen nun bei der Dai Nippon Aviation (Imperial Japanese Airways) und der Provisorischen Regierung der Republik China (中華民國臨時政府).
Am 24. August 1938 kam es zum Zusammenstoß zweier in Haneda gestarteter Maschinen. Nach dem Absturz entstanden Brände, bei denen es, neben den Besatzungen, je nach Quelle, 45 Tote und 106 Verletzte oder 82 Tote gab.
Unter dem neuen Namen begann man 1939/40 weitere Strecken zu bedienen:
- von Peking:
  - Hsinking
  - Shanghai (mit Lockheed 14 Super Electra)
  - Tatung
  - Kaifeng
- von Shanghai:
  - Kanton
  - Darien über Tsingtao
  - Hangkow
- von Tsingtao:
  - Kaifeng
  - Taiyüan

### China Airways

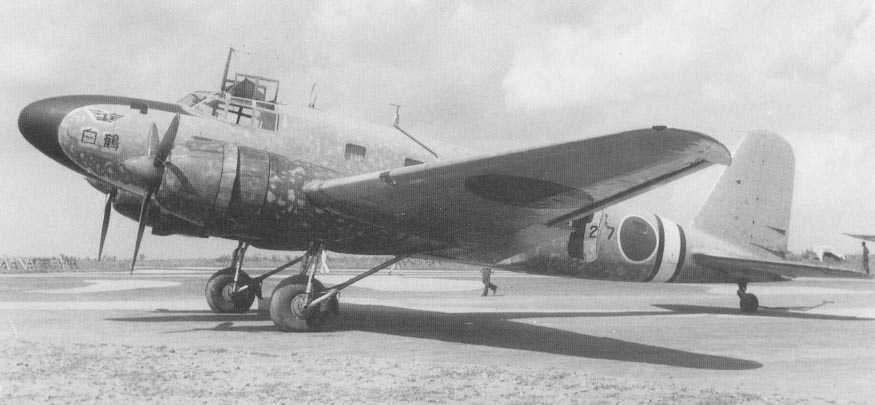
Mitsubishi MC-20 der China Airways (中華航空)

An der in Shanghai im Dezember 1943 gegründeten Gesellschaft war die Neuorganisierte Regierung der Republik China beteiligt. Man flog Mitsubishi MC-20-Maschinen, die 1945 der CAT in die Hände fielen.

### Hamiata
Nach Abschluss des chinesisch-sowjetischen Nichtangriffspaktes am 21. August 1937 bediente zunächst Aeroflot über Alma-Ata die Strecke nach Lanchow für vorrangig die Bedürfnisse des in Ost-Turkestan stationierten Militärs. Nach Verhandlungen ab 1938 einigte man sich auf eine gemeinsame Verbindung zwischen Moskau und Hangkow, eröffnet am 24. März 1939. Der Abschnitt zwischen Hami und Alma Ata besorgten geleaste Maschinen der Eurasia mit chinesischen Besatzungen. Die Sowjetunion stellte ihrerseits zwei neue DC-3.
Am 15. November kam es dann zur gemeinschaftlichen Neugründung Hami-Ata. Jeder der beiden zur Hälfte beteiligten Staaten ernannte je drei Direktoren, die russische Seite stellte die technische Ausrüstung am Boden. Treibstoff fuhr man mit LKWs tagelang durch die Wüste zu den Landeplätzen. Unter dem neuen Namen wurde die Strecke mit Zwischenstopps in Ili und Urumchi erstmals zur Jahreswende bedient. nach Unterbrechung wurde der Betrieb im Mai 1941 für den Sommer wieder aufgenommen. Die vier russischen Pilotenteams flogen fast nur sowjetische Militärs und Berater der zweiten Republik Ostturkestan (東突厥斯坦共和國). Ab 1943 wurden russischerseits DC-47 eingesetzt. Die Flüge wurden im April 1944 eingestellt. Nachdem die Sowjetunion mit der KMT-Regierung vereinbarte hatte sich aus Sinkiang zurückzuziehen, übernahm die CNAC zum 23. Februar 1945 die Installationen. Russische Statistiken weisen für die Strecke für 1939–46 insgesamt 2370 Passagiere, 1088 t Fracht und 87 t Post aus.